# 木更津貓眼
《木更津貓眼》是日本TBS電視台於2002年1月18日逢星期五播放，由岡田准一（V6）、櫻井翔（嵐）、酒井若菜、岡田義徳、佐藤隆太、塚本高史等主演，劇本由著名編劇宮藤官九郎負責。

## 電視劇
- 由2002年1月18日至3月15日每星期五晚間10:00至10:54（日本時間）於日本TBS電視台播出。共9集。

- 台灣東風衛視台於2002年8月12日起每星期一至星期五晚間8時首播。其後，於2003年1月及3月兩度重播。

## 電影
雖然電視劇於日本首播時平均收視只有10%，但其後所發行的DVD大賣五十萬套，因此，東映公司決定開拍電影，延續該電視劇的熱潮。
- 木更津貓眼 日本系列（日语：木更津キャッツアイ 日本シリーズ） - 於2003年11月1日開始在日本公映
- 木更津貓眼 世界系列（日语：木更津キャッツアイ ワールドシリーズ） - 於2006年10月28日開始在日本公映

## 演員表

### 主要角色
- 田淵公平（ぶっさん） - 岡田准一（V6）
- 中込フトシ（斑比） - 櫻井翔（嵐）
- 内山はじめ（うっちー） - 岡田義德
- 岡林シンゴ（マスター） - 佐藤隆太
- 佐佐木兆（アニ） - 塚本高史

### 其他人物
- モー子 - 酒井若菜
- 貓田 - 阿部真夫
- 山口 - 山口智充
- オジー（小津新太郎／小津裕次郎） - 古田新太
- ローズ - 森下愛子
- 田淵公助 - 小日向文世
- 浅田美礼 - 藥師丸博子
- 佐佐木純 - 成宮寬貴
- 「男の勲章」的店長 - 嶋大輔
- 教頭 - 緋田康人
- ミー子 - 平岩紙
- 巡査 - 三宅弘城

### 客串演出
- 小峰社長 - ケーシー高峰（第3集）
- 哀川翔（第3及5集）
- シガニー小池 - ピエール瀧（第6集）
- 加藤鷹（第7集）
- 氣志團(第7集)
- 犬島 － 中村獅童（第7及8集）
- 観月あさり － YOU（第8集）
- うっちー的爸爸 － 渡邊一惠（第8集）
- 安住紳一郎（第9集）
- 山田利取 － 妻夫木聰（第9集）

### 拍摄地
- 木更津市 - 千葉県木更津市
- 木更津総合高等学校 - 木更津総合高等学校
- 袖ヶ浦市 - エンディングの野球場 - 袖ヶ浦市市営球場
- 木更津富士屋季眺 - 小峰社長自宅

## 製作人員
- 編劇：宮藤官九郎
- 製作人：磯山晶
- 導演：金子文紀、片山修、宮藤官九郎

## 主題曲
- 「a Day in Our Life」 - 嵐

## 各集播出時間及副標題
| 集數             | 標題（日文原文） | 播出日期   | 收視率 |
| ---------------- | ---------------- | ---------- | ------ |
| 1                |                  | 2002/01/18 | 13.4%  |
| 2                |                  | 2002/01/25 | 10%    |
| 3                |                  | 2002/02/01 | 9.8%   |
| 4                |                  | 2002/02/08 | 11.3%  |
| 5                |                  | 2002/02/15 | 8.5%   |
| 6                |                  | 2002/02/22 | 7.8%   |
| 7                |                  | 2002/03/01 | 9.7%   |
| 8                |                  | 2002/03/08 | 8.6%   |
| 9                |                  | 2002/03/15 | 11.7%  |
| 平均收视率 10.1% |                  |            |        |

## 外部連結
- （日語）TBS電視台官方網站 - 木更津貓眼 （页面存档备份，存于）

| 日本TBS電視台 週五22時檔次電視連續劇   | 日本TBS電視台 週五22時檔次電視連續劇 | 日本TBS電視台 週五22時檔次電視連續劇 |
| -------------------------------------- | ------------------------------------ | ------------------------------------ |
|                                        | 木更津貓眼 （2002.1.18 - 2002.3.15） |                                      |
| 好久沒戀愛 （2001.10.19 - 2001.12.21） | 夢想加州 （2002.4.12 - 2002.6.28）   |                                      |